# 阿氏魮脂鯉
阿氏魮脂鯉，為輻鰭魚綱脂鯉目脂鯉亞目脂鯉科的其中一個種，分布於中美洲千里達淡水流域，體長可達2.2公分，棲息在底中層半鹹水水域，生活習性不明，可作為觀賞魚。

## 扩展阅读
- 維基物種上的相關：阿氏魮脂鯉